# Savigny-sur-Seille
Pour les articles homonymes, voir Savigny.
Savigny-sur-Seille est une commune française située dans le département de Saône-et-Loire, en région Bourgogne-Franche-Comté.

## Géographie
Savigny-sur-Seille fait partie de la Bresse louhannaise.
Certaines des limites de la commune sont constituées par des cours d'eau, notamment à l'est, avec le ruisseau de Barbette et l'étang Copin qui la séparent de Branges. Ce ruisseau se jette ensuite dans la Seille au sud, qui forme la frontière naturelle entre Savigny et Bantanges.

### Climat
Pour des articles plus généraux, voir Climat de la Bourgogne-Franche-Comté et Climat de Saône-et-Loire.
En 2010, le climat de la commune est de type climat océanique dégradé des plaines du Centre et du Nord, selon une étude du Centre national de la recherche scientifique s'appuyant sur une série de données couvrant la période 1971-2000. En 2020, Météo-France publie une typologie des climats de la France métropolitaine dans laquelle la commune est exposée à un climat semi-continental et est dans la région climatique Bourgogne, vallée de la Saône, caractérisée par un bon ensoleillement (1 900 h/an), un été chaud (18,5 °C), un air sec au printemps et en été et des vents faibles.
Pour la période 1971-2000, la température annuelle moyenne est de 11,3 °C, avec une amplitude thermique annuelle de 17,6 °C. Le cumul annuel moyen de précipitations est de 964 mm, avec 11,5 jours de précipitations en janvier et 7,7 jours en juillet. Pour la période 1991-2020, la température moyenne annuelle observée sur la station météorologique de Météo-France la plus proche, « Montpont », sur la commune de Montpont-en-Bresse à 9 km à vol d'oiseau, est de 11,8 °C et le cumul annuel moyen de précipitations est de 1 026,2 mm. 
La température maximale relevée sur cette station est de 40,3 °C, atteinte le 31 juillet 2020 ; la température minimale est de −16,5 °C, atteinte le 20 décembre 2009,,.
Les paramètres climatiques de la commune ont été estimés pour le milieu du siècle (2041-2070) selon différents scénarios d'émission de gaz à effet de serre à partir des nouvelles projections climatiques de référence DRIAS-2020. Ils sont consultables sur un site dédié publié par Météo-France en novembre 2022.

## Urbanisme

### Typologie
Au 1er janvier 2024, Savigny-sur-Seille est catégorisée commune rurale à habitat dispersé, selon la nouvelle grille communale de densité à sept niveaux définie par l'Insee en 2022.
Elle est située hors unité urbaine. Par ailleurs la commune fait partie de l'aire d'attraction de Louhans, dont elle est une commune de la couronne,. Cette aire, qui regroupe 15 communes, est catégorisée dans les aires de moins de 50 000 habitants,.

### Occupation des sols
L'occupation des sols de la commune, telle qu'elle ressort de la base de données européenne d’occupation biophysique des sols Corine Land Cover (CLC), est marquée par l'importance des territoires agricoles (64,7 % en 2018), en diminution par rapport à 1990 (66,6 %). La répartition détaillée en 2018 est la suivante : zones agricoles hétérogènes (45,9 %), forêts (31,2 %), prairies (10,2 %), terres arables (8,6 %), zones urbanisées (4,1 %). L'évolution de l’occupation des sols de la commune et de ses infrastructures peut être observée sur les différentes représentations cartographiques du territoire : la carte de Cassini (XVIIIe siècle), la carte d'état-major (1820-1866) et les cartes ou photos aériennes de l'IGN pour la période actuelle (1950 à aujourd'hui).

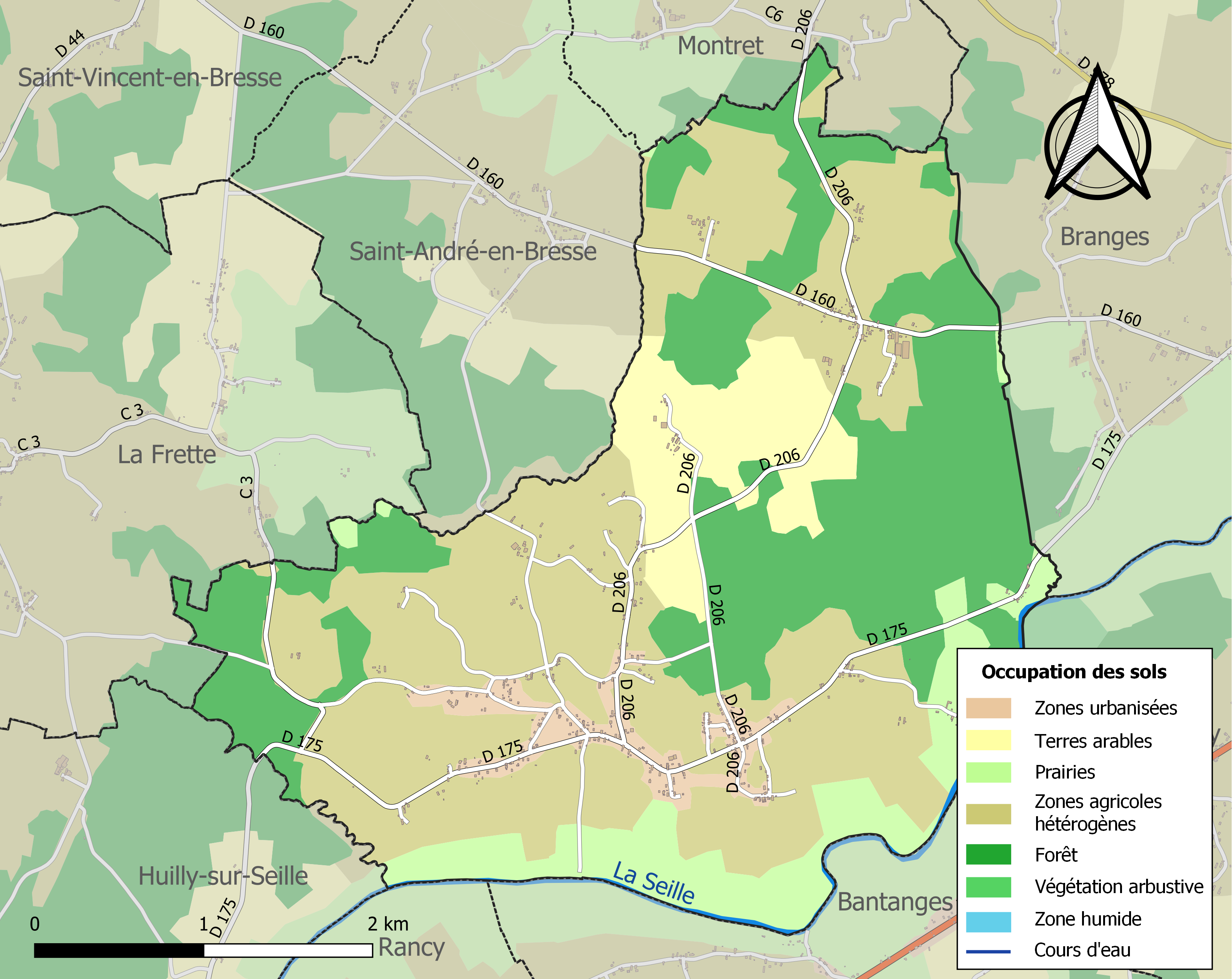
Carte des infrastructures et de l'occupation des sols de la commune en 2018 (CLC).

## Histoire
1929 : le cimetière qui entourait l’église est déplacé, en face, de l’autre côté de la route.

## Politique et administration

### Tendances politiques et résultats

#### Élections législatives
Le village de Savigny-sur-Seille faisant partie de la quatrième circonscription de Saône-et-Loire, place lors du 1er tour des élections législatives françaises de 2017, Cécile Untermaier (PS) avec 22,15 % ainsi que lors du second tour avec 73,68 % des suffrages.
Lors du 1er tour des élections législatives françaises de 2022, Cécile Untermaier (PS), députée sortante, arrive en tête avec 42,86 % des suffrages comme lors du second tour, avec cette fois-ci, 54,81 % des suffrages.

#### Élections régionales
Le village de Savigny-sur-Seille place la liste « Notre Région Par Cœur » menée par Marie-Guite Dufay, présidente sortante (PS) en tête, dès le 1er tour des élections régionales de 2021 en Bourgogne-Franche-Comté, avec 42,48 % des suffrages. Lors du second tour, les habitants décideront de placer de nouveau la liste de « Notre Région Par Cœur » menée par Marie-Guite Dufay, présidente sortante (PS) en tête, avec cette fois-ci, près de 47,37 % des suffrages. Loin devant les autres listes menées par Gilles Platret (LR) en seconde position avec 23,68 %, Julien Odoul (RN), troisième avec 21,93 % et en dernière position celle de Denis Thuriot (LaREM) avec 7,02 %. Il est important de souligner une abstention record lors de ces élections qui n'ont pas épargné Le village de Savigny-sur-Seille avec lors du premier tour 60,55 % d'abstention et au second, 59,52 %.

#### Élections départementales
Le village de Savigny-sur-Seille faisant partie du canton de Cuiseaux place le binôme de Frédéric Cannard (DVG) et Sylvie Chambriat (DVG), en tête, dès le 1er tour des élections départementales de 2021 en Saône-et-Loire avec 42,20 % des suffrages. Lors du second tour, les habitants décideront de placer de nouveau le binôme de Frédéric Cannard (DVG) et Sylvie Chambriat (DVG), en tête, avec cette fois-ci, près de 58,33 % des suffrages. Devant l'autre binôme menée par Sébastien Fierimonte (DIV) et Carole Rivoire-Jacquinot (DIV) qui obtient 41,67 %. Il est important de souligner une abstention record lors de ces élections qui n'ont pas épargné le village de Savigny-sur-Seille avec lors du premier tour 60,55 % d'abstention et au second, 59,52 %.

### Liste des maires de Savigny-sur-Seille
| Période                                  | Période       | Identité        | Étiquette | Qualité |
| ---------------------------------------- | ------------- | --------------- | --------- | ------- |
| mars 1965                                | juin 1995     | Gérard Golion   |           |         |
| juin 1995                                | mars 2001     | ?               |           |         |
| mars 2001                                | mars 2008     | Alain Cretin    |           |         |
| mars 2008                                | novembre 2013 | Gérard Golion   |           |         |
| décembre 2013                            | mars 2014     | Alain Cretin    |           |         |
| mars 2014                                | en cours      | Lucette Bernard |           |         |
| Les données manquantes sont à compléter. |               |                 |           |         |

## Démographie
L'évolution du nombre d'habitants est connue à travers les recensements de la population effectués dans la commune depuis 1793. Pour les communes de moins de 10 000 habitants, une enquête de recensement portant sur toute la population est réalisée tous les cinq ans, les populations de référence des années intermédiaires étant quant à elles estimées par interpolation ou extrapolation. Pour la commune, le premier recensement exhaustif entrant dans le cadre du nouveau dispositif a été réalisé en 2004.

En 2022, la commune comptait 385 habitants, en évolution de −10,67 % par rapport à 2016 (Saône-et-Loire : −1,06 %, France hors Mayotte : +2,11 %).
| 1793 | 1800 | 1806 | 1821 | 1831 | 1836 | 1841 | 1846 | 1851 |
| ---- | ---- | ---- | ---- | ---- | ---- | ---- | ---- | ---- |
| 972  | 842  | 824  | 801  | 815  | 830  | 859  | 872  | 864  |

| 1856 | 1861 | 1866 | 1872 | 1876 | 1881 | 1886 | 1891 | 1896 |
| ---- | ---- | ---- | ---- | ---- | ---- | ---- | ---- | ---- |
| 837  | 853  | 846  | 856  | 879  | 931  | 968  | 887  | 911  |

| 1901 | 1906 | 1911 | 1921 | 1926 | 1931 | 1936 | 1946 | 1954 |
| ---- | ---- | ---- | ---- | ---- | ---- | ---- | ---- | ---- |
| 811  | 788  | 765  | 674  | 598  | 595  | 595  | 557  | 460  |

| 1962 | 1968 | 1975 | 1982 | 1990 | 1999 | 2004 | 2006 | 2009 |
| ---- | ---- | ---- | ---- | ---- | ---- | ---- | ---- | ---- |
| 426  | 408  | 372  | 393  | 382  | 360  | 371  | 373  | 443  |

| 2014 | 2019 | 2022 | - | - | - | - | - | - |
| ---- | ---- | ---- | - | - | - | - | - | - |
| 423  | 406  | 385  | - | - | - | - | - | - |

## Culture locale et patrimoine

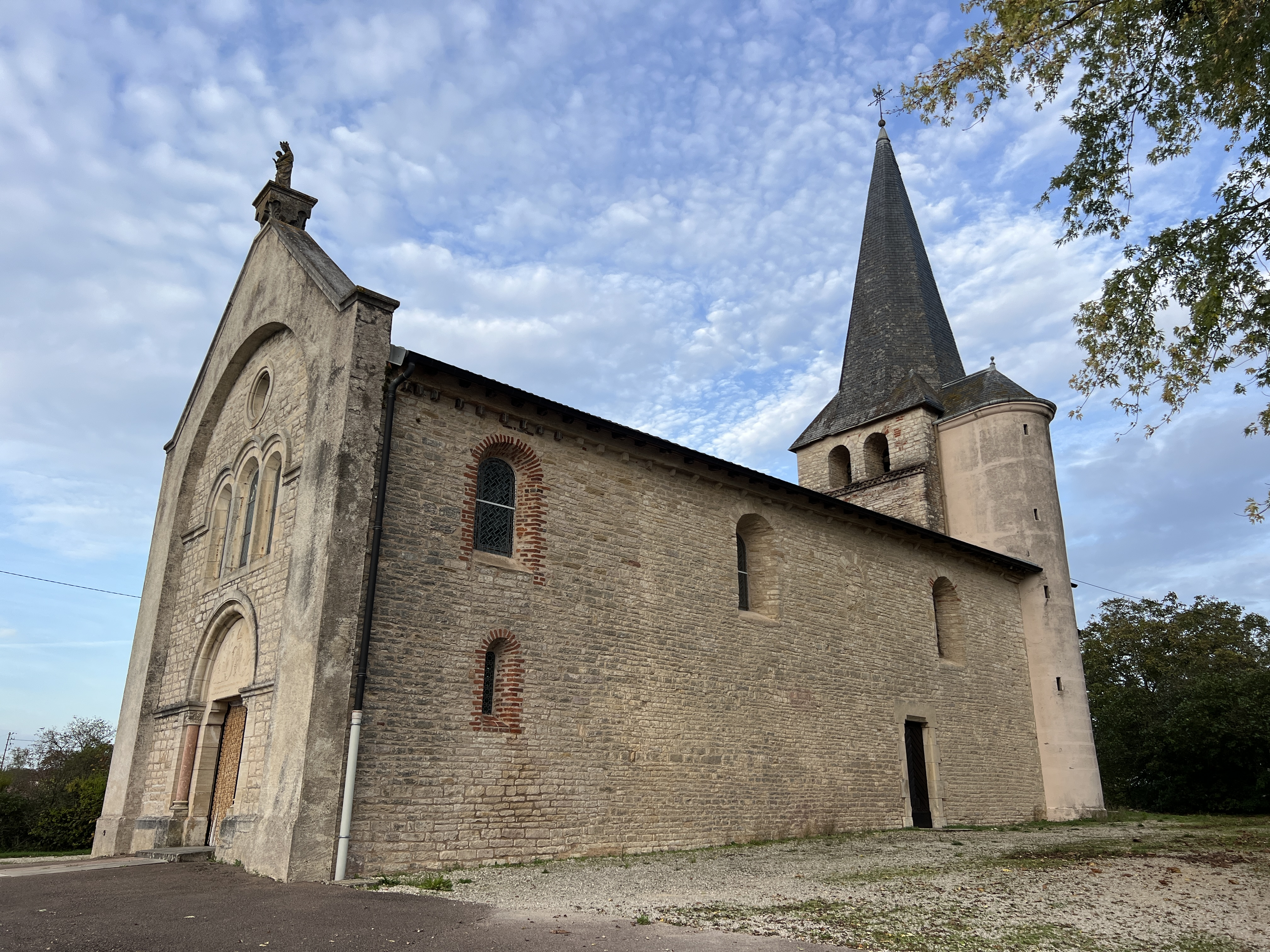
L'église, sous le vocable de Notre-Dame de l’Assomption.

### Lieux et monuments
- L’église, placée sous le vocable de Notre-Dame de l’Assomption (cette église, en pierre, daterait du XIIe siècle et serait élevée à l’emplacement d’une chapelle dédiée à la Vierge).
- Un calvaire portant trois dates (1779 sur le socle ; sur le pied : croix de jubilé 1804 ; sur le crucifix : 1786).
- L'ancien presbytère, situé derrière l’église, terminé en 1872 (désormais propriété de la commune).

### Cinéma
Des scènes du film Mado (1976) ont été tournées à Savigny-sur-Seille. Le réalisateur du film est Claude Sautet, les acteurs principaux : Michel Piccoli, Ottavia Piccolo, Jacques Dutronc, Romy Schneider, Charles Denner, Julien Guiomar, Michel Aumont, Bernard Fresson,.

### Héraldique
|  | Les armes de la commune se blasonnent ainsi : D'azur à la fasce d'or chargé d'un lévrier de sable colleté de gueules. |

## Pour approfondir